# Начо Монреал
Игнасио Монреал Ерасо (шп. Ignacio Monreal Eraso; Памплона, 26. фебруар 1986) бивши је шпански фудбалер који је играо у одбрани на позицијама левог бека и центархалфа.

## Клупска каријера
Монреал је фудбалску каријеру започео играјући у екипи Осасуне из родне Памплоне, за коју је играо и у млађим узрасним категоријама. За први тим Осасуне дебитовао је у првенственој утакмици против екипе Валенсије играној 22. октобра 2006. године, а током прве сениорске сезоне одиграо је 10 првенствених и још 6 утакмица у европским такмичењима. У наредне 4 сезоне Начо постаје стандардним играчем екипе из Памплоне. 
По истеку уговора са Осасуном, у јуну 2011. потписује петогодишњи уговор са екипом Малаге, вредан око 6 милиона евра. Захваљујући одличним партијама у дресу екипе Малаге скренуо је на себе пажњу великих клубова, те је у зимском прелазном року 2013, након свега једне и по сезоне у Малаги, прешао у редове лондонског Арсенала са којим је потписао вишегодишњи уговор вредан око 10 милиона евра. Два дана касније дебитује за лондонски тим у премијерлигашкој победи над Стоук Ситијем. Први гол за „Тобџије” постигао је 16. марта против Свонзија.
У јануару 2016. продужио је уговор са клубом на још три сезоне.

## Репрезентативна каријера
Монреал је играо за млафу репрезентацију Шпаније на европском првенству 2009. где је одиграо све три утакмице у групној фази.
У дресу сениорске репрезентације дебитовао је 6. августа 2009. у пријатељској утакмици против Македоније. Прво велико такмичење на ком је наступио у репрезентативном дресу био је Куп конфедерација 2013. у Бразилу где је одиграо тек једну утакмицу у групној фази против Тахитија. Први погодак у репрезентативном дресу постигао је у квалификационој утакмици за СП 2018. против Македоније (играној 12. новембра 2016. у Гранади).
Селектор Хулен Лопетеги уврстио га је на списак репрезентативаца Шпаније за Светско првенство 2018. у Русији., али није одиграо ни једну од четири утакмице шпанског тима на првенству.

## Успеси и признања
Арсенал
- ФА куп (3): 2013/14, 2014/15, 2016/17.
- ФА Комјунити шилд (3): 2014, 2015, 2017.

Шпанија
- Куп конфедерација:   2013.

Индивидуални
- ПФА играч месеца од стране навијача: октобар 2017.[7]